# Chiesa di Santa Maria Maddalena (Ciminna)
La chiesa di Santa Maria Maddalena o chiesa madre è la chiesa principale di Ciminna, in provincia di Palermo. Di gusto prevalentemente barocco, contiene pregevoli opere d'arte locale. La chiesa è stata usata come location per girare parte del film Il Gattopardo di Luchino Visconti.

## Storia
La chiesa esisteva già nel 1230 ed è da identificare con quella che le fonti indicano come fabbricata quanto nacque il nucleo storico di Ciminna e che, secondo tradizione, era annessa al castello. È ipotizzabile che venisse distrutta nel corso di una scorreria angioina che, il 26 giugno 1326, devastò le campagne e l'abitato, dando alle fiamme il castello. Matteo Sclafani, signore di Ciminna, ricostruì nelle vicinanze un palazzo-torre e nel 1333, dispose l'edificazione di una nuova chiesa in un luogo che egli stesso avrebbe scelto, volendola dedicare a San Giovanni Battista. Fonti archivistiche ne affermano la fondazione nel 1350, precisando come avesse l'altare maggiore verso settentrione e fosse dedicata a Santa Maria Maddalena. Di questa chiesa trecentesca sono pervenuti resti della cripta e della zona absidale. Ricostruita dopo l'elevazione a parrocchia sull'area della precedente, ha l'abside rivolta ad oriente. La più antica delle strutture è la torre campanaria del 1519: un'epigrafe ne fissava l'ultimazione nel 1550, anno in cui fu fusa la campana maggiore. Ispirata alle costruzioni normanne, conserva lo schema icnografico della chiesa di Santo Spirito di Palermo. Alla solidità di quelle costruzioni si richiama la zona absidale con le caratteristiche asimmetrie mentre l'aula, coperta da controsoffitto piano (distrutto nel 1970) e il prospetto, presentavano elementi gotici desunti dal Quattrocento palermitano. Il sisma del 1693 danneggiò il prospetto, rimodellato con inserti che richiamano il lessico architettonico di Paolo Amato. L'interno, coperto da stucchi decorativi nel Settecento, prese aspetto barocco. Allo stesso periodo risale il tono rosso dell'intonaco di facciata, in origine bianco.

## Opere
Tra le opere d'arte del Cinquecento conservate nella chiesa vanno ricordati l'arcone in pietra locale della cappella dei santi Simone e Taddeo, un polittico marmoreo attribuito a Giacomo Gagini, un piccolo Crocifisso ligneo e lo Spasimo di Sicilia di Simone de Wobreck.
Fra le opere del Seicento è da ricordare la grande decorazione a stucco della tribuna maggiore eseguita nel 1622 da Scipione Li Volsi da Tusa, ispirata alla distrutta tribuna della Cattedrale di Palermo, le decorazioni a stucco delle Cappelle di Santa Maria e del Santissimo Sacramento eseguite dai Li Volsi e rimaneggiate in epoche successive. Da ricordare anche le grandi tele di Vincenzo La Barbera (la Consegna delle chiavi a San Pietro e la Dormitio Virginis) e del novellesco ciminnese, Francesco Gigante (il Privilegio di San Gregorio Magno e I diecimila Martiri, ispirata al poema sacro del Potenzano) che dipinse anche Santa Maria e l'Angelo. Da segnalare per importanza la tela raffigurante Santa Rosalia (1626) di Girolamo Gerardi e l'Esaltazione del Nome di Gesù attribuito a Pietro Novelli. Notevoli nella Cappella di Sant'Andrea i monumentali sarcofagi dei Tantillo, famiglia cui appartenne il Protomedico del regno di Sicilia Giovanni Vincenzo, nonché il fercolo processionale di Sant'Antonio Abate. Tra gli arredi seicenteschi, si segnalano gli stalli corali (1619) intagliati da Francesco Amari su progetto di Giuseppe Dattolino e il fastigio dell'organo (1604) dell'intagliatore Francesco Barberi.
Fra le opere del Settecento si ricordano la tela con San Benedetto in gloria firmata da Filippo Randazzo, la statua lignea di Sant'Andrea apostolo di Filippo Quattrocchi, la tela dell'Immacolata attribuita a Grano e la tela dei Santi Simone e Taddeo del ciminnese Melchiorre Di Bella, pittore e incisore allievo del D'Anna. Interessante la collezione di ritratti di sacerdoti ed arcipreti tra i quali alcuni dipinti dal ciminnese Padre Pasquale Sarullo. Notevoli anche gli arredi liturgici e i sacri paramenti del Settecento, i libri corali miniati da don Santo Gigante (prima metà del Seicento) e l'archivio storico, risalente alla fine del Quattrocento.

## Interno
Interno ripartito in tre navate per mezzo di pilastri, ambienti ricoperti da tetto ligneo. Tra gli arredi seicenteschi, gli stalli corali disposti su doppia fila intagliati da Francesco Amari su progetto di Giuseppe Dattolino nel 1619. Tronetto papale.

### Abside
Grande decorazione a stucco eseguita nel 1622 da Scipione Li Volsi, ispirata alla distrutta tribuna della cattedrale metropolitana primaziale della Santa Vergine Maria Assunta di Palermo. Commissione dell'11 settembre 1621 realizzata assieme ai fratelli Francesco e Paolo, i lavori di doratura dei particolari furono completati nel 1630. Risale al 1666 la realizzazione della cancellata in legno, opera di Vincenzo Brugnone.
Lo spazio dell'emiciclo del catino absidale è scandito da colonne come nelle adiacenti absidiole. Il fusto di ciascuna colonna presenta scanalature in alto, arabeschi e decorazioni fitomorfi alla base. Colonne contigue delimitano nicchie che ospitano statue raffiguranti gli apostoli ovvero la Chiesa Militante. Nella nicchia di fondo si staglia la figura di Maria Maddalena contraddistinta dall'iscrizione "APOSTOLA APOSTOLORUM 1622". Tutto intorno le figure dei dieci apostoli, San Bartolomeo Scorticato e San Giovanni Battista in prospetto, sulla sommità di ogni personaggio, tondi con angeli portacorona ritratti nell'atto di incoronare il soggetto sottostante.
Al di sopra dell'elaborato cornicione, l'espressione della Chiesa Trionfante celebrata con un tripudio di figure, angeli, musici, genii, putti, fregi, dorature sui rilievi. In prospetto le statue di San Pietro (a sinistra, riconoscibile per iconografia del gallo) e San Paolo, due quadretti, eseguiti da Bernardino Flocci raffiguranti l'Incontro del Cristo risorto con Santa Maria Maddalena e il Cristo con gli Apostoli dentro una barca, in basso le raffigurazioni dei Quattro Evangelisti. Nello spicchio centrale della calotta absidale la figura colossale di Dio Padre Onnipotente contornato da schiere d'angeli. L'arco ad ogiva dominato da monumentale stemma delimitato da figure sdraiate, statue su mensole e i progenitori Adamo ed Eva.

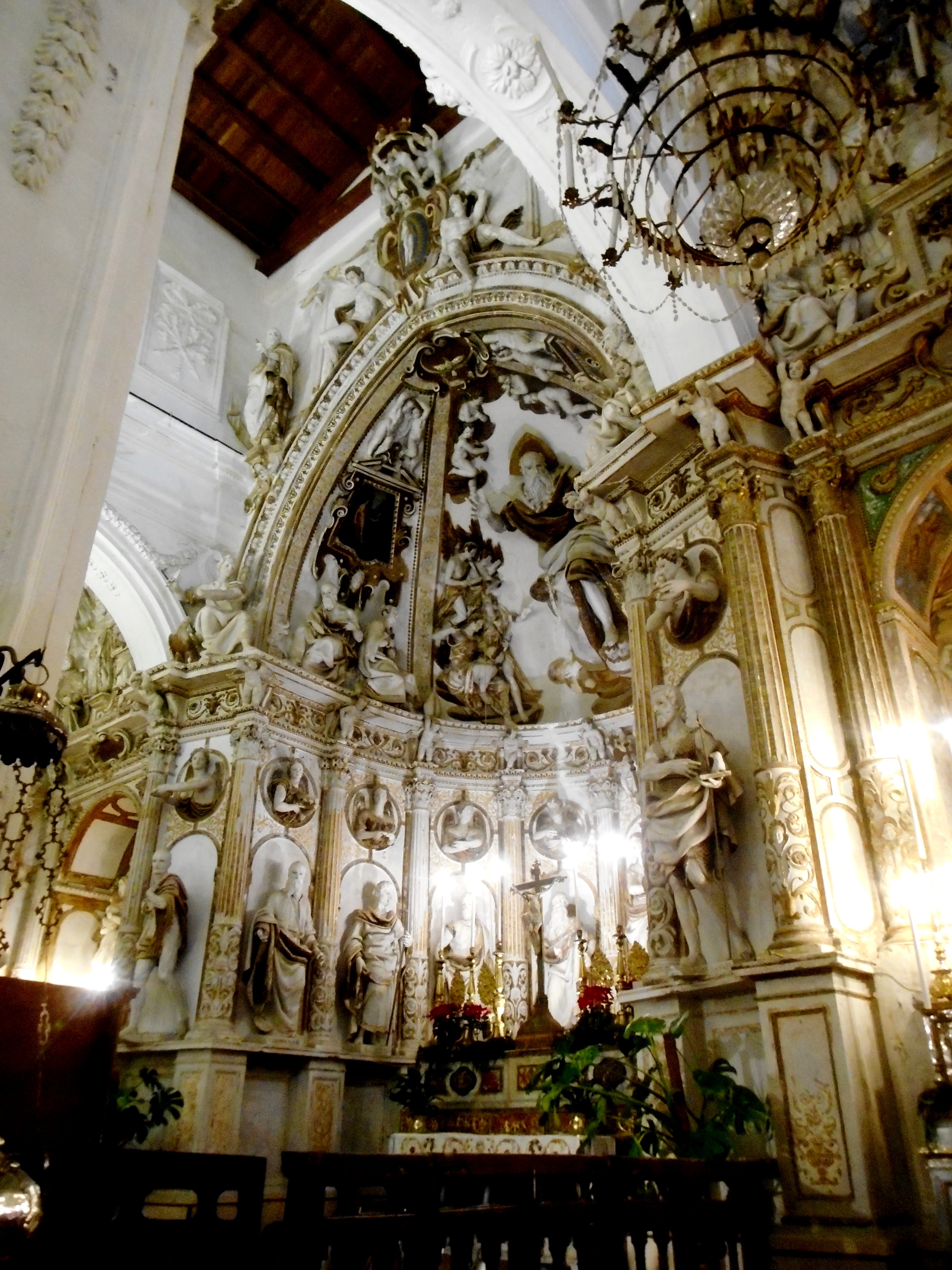
Tribuna nell'abside

## Sacrestia
- Sculture: Polittico,[9] manufatto marmoreo attribuito a Giacomo Gagini.[1] La custodia di marmo (dimensioni: altezza m. 3,10 - larghezza m. 2,25 divisa in tre scomparti) prima adornava l'altare del Santissimo Sacramento, intorno al 1870 fu trasferita nella parete d'una cappella contigua. Nella fascia della parte inferiore, alla base, sono presenti tre storie in bassorilievo, da sinistra a destra: San Pietro nell'atto di ricevere le chiavi dal Nazareno, Ultima Cena, Nascita di Gesù.

Nell'ordine centrale, il principale, sono ricavate tre nicchie separate da fasce recanti motivi fitomorfi: nella nicchia di sinistra per l'osservatore è collocata la figura di San Pietro Apostolo, a destra Santa Maria Maddalena, la nicchia centrale - maggiore in altezza - reca in una prospettiva architettonica la raffigurazione del Cristo risorto con quattro angeli genuflessi ai piedi in atteggiamento adorante, al di sopra il calice e l'ostia con la mistica colomba o paraclito in alto, tutti elementi contornati dai volti di putti osannanti.
Sormontano gli scomparti laterali i medaglioni raffiguranti i personaggi dell'Annunciazione del Signore: l'Angelo Annunciante e la Vergine Annunziata. Nel lunettone al centro sormontato da una piccola croce, il Dio Padre, in mezza figura, contornato da schiere di putti giubilanti.
- Pitture: Quadro a olio su tela raffigurante l'Esaltazione del Nome di Gesù, opera attribuita a Pietro Novelli. Quadri tutti a olio su tela raffiguranti gli arcipreti e sacerdoti che si sono succeduti, tra i quali alcuni dipinti dal ciminnese padre Pasquale Sarullo.
- Complementi: Archivio storico risalente alla fine del Quattrocento. Libri corali miniati da don Santo Gigante della prima metà del Seicento. Bellissimi paramenti sacri, notevoli gli arredi liturgici del Settecento. Una portantina del XVIII secolo.

## Confraternite
- 1545, Confraternita del Santissimo Sacramento.
- 1727, Confraternita di Maria Santissima Addolorata.
- ?, Congregazione sotto il titolo di Maria Santissima del Fervore, ispirato al sodalizio omonimo attestato presso la chiesa di San Giuseppe dei Teatini.
- 1880, Congregazione del Sacro Cuore di Gesù.

## Feste
- 22 luglio, Festa di Santa Maria Maddalena.